# Jorge Casares Velázquez
Jorge Casares Velázquez (nacido el 24 de agosto de 1964) es un astrónomo español, cuya actividad principal está relacionada con la altas energías. Actualmente en Investigador Titular OPI en el Instituto de Astrofísica de Canarias (IAC).

## Biografía
Licenciado en Ciencias Físicas por la Universidad de Barcelona en 1988. Se doctoró en Astrofísica por la Universidad de La Laguna en 1992, con una tesis sobre Optical studies of the black-hole candidate V404 cygni (Estudios ópicos del agujero negro V404 cygni), con un tribunal dirigido por Rafael Rebolo López.
Estuvo cuatro años de postdoctorado en el departamento de Astrofísica de la Universidad de Oxford (Inglaterra), de 1993 a 1997.
Fue uno de los tres científicos que descubrieron por primera vez un agujero negro en nuestra galaxia, V404 Cygni, desde el IAC.
Actualmente participa con varios proyectos en el Gran Telescopio de Canarias. Es miembro de Astronomía Española de Altas Energías, así como profesor de la Universidad de La Laguna.
Ocupa un puesto destacado dentro de los principales investigadores españoles de física. Ver índice h.

## Líneas de investigación
- Física de Acreción: estudio de discos de acreción alrededor de objetos compactos.
- Parámetros fundamentales en Binarias de Rayos X: determinación de Masas de objetos compactos y estrellas compañeras. Distribución de masas de agujeros negros e implicaciones en modelos de formación (Supernovas) y evolución.
- Estrellas compañeras en binarias de Rayos X: análisis espectroscópico, metalicidad y anomalías químicas.